# Commelina auriculata
Commelina auriculata là một loài thực vật có hoa trong họ Commelinaceae. Loài này được Blume mô tả khoa học đầu tiên năm 1827.